# Axel Werner (Theologe)

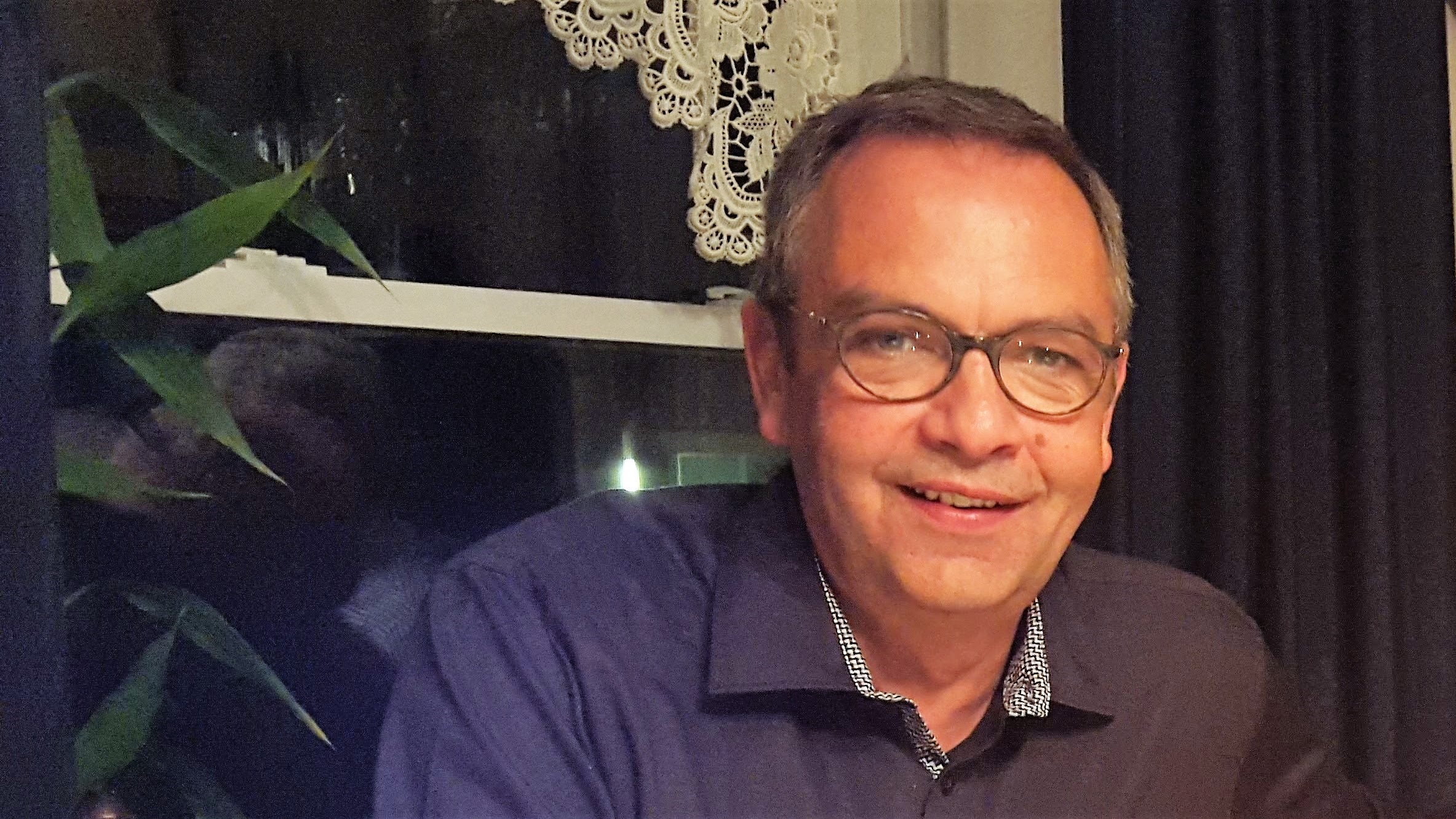
Axel Werner

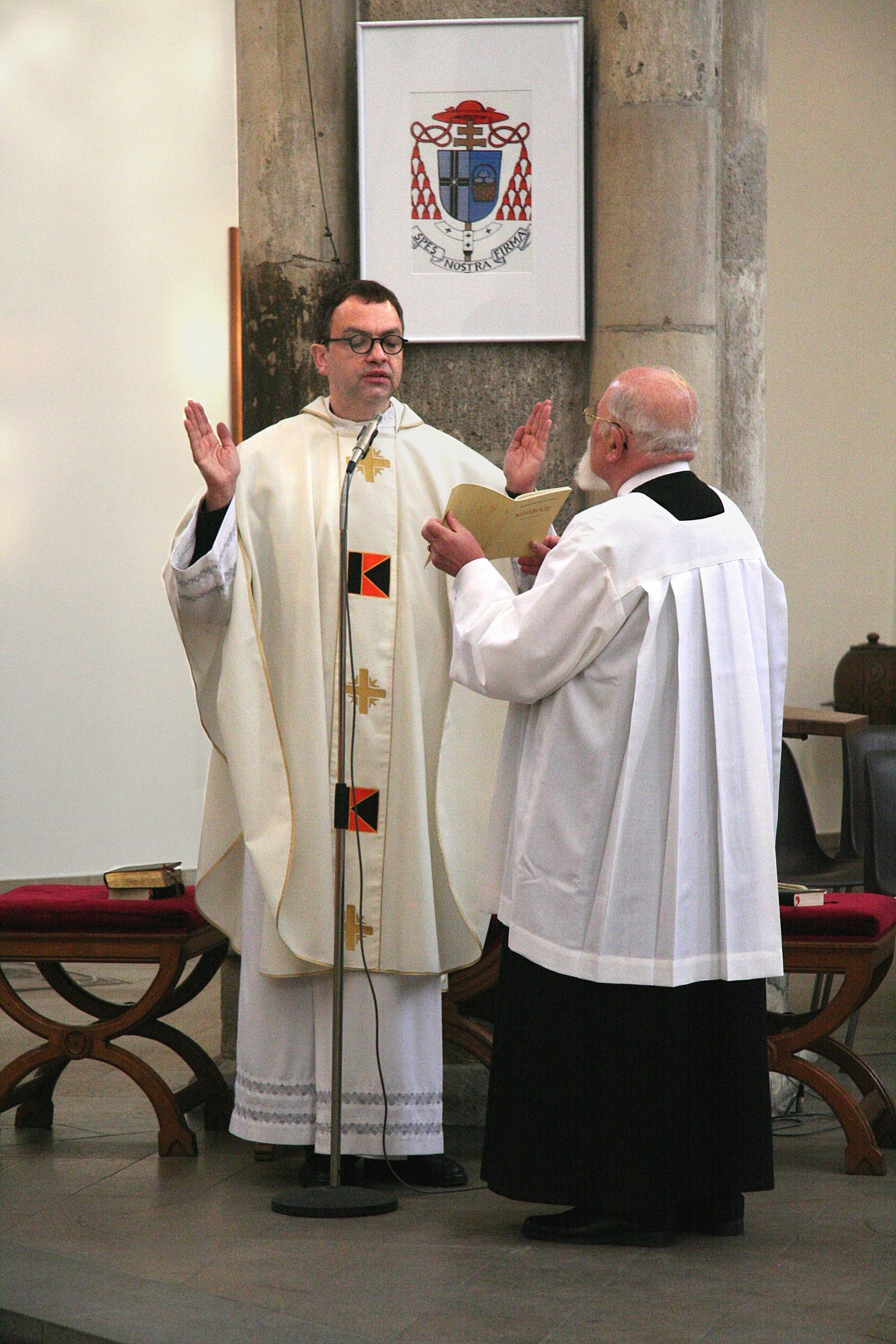
… am Kolpinggedenktag 2010 in der Minoritenkirche in Köln

Axel Werner (* 21. August 1964 in Bonn) ist ein deutscher katholischer Theologe. Von April 2002 bis April 2011 war er Generalpräses des Internationalen Kolpingwerks und in diesem Amt achter Nachfolger Adolph Kolpings.

## Leben
Werner besuchte von 1970 die Gottfried-Kinkel-Grundschule in Bonn-Oberkassel, 1974 wechselte er an das Ernst-Kalkuhl-Gymnasium in Bonn-Oberkassel, wo er sich das Rüstzeug für ein Studium erwarb. 1983 immatrikulierte er sich an der Universität Bonn, wo er katholische Theologie studierte. Im Anschluss an sein bis 1988 abgeschlossenes Studium wurde er 1989 Diakon in Kaarst-Vorst und Kaarst-Holzbüttgen.
Am 1. Juni 1990 empfing er im Kölner Dom die Priesterweihe, war ab 1990 Kaplan in Köln-Urbach und Köln-Grengel, 1993 ging er in gleicher Funktion nach Sankt Augustin-Ort (St. Maria Königin) und Sankt Augustin-Hangelar (St. Anna), wurde 1995 Pfarrer in Quito und 1998 Pfarrer in Mexiko-Stadt. Am 29. April 2002 wählte ihn das Internationale Kolpingwerk zum Generalpräses. Am 23. Juni 2002 wurde er als Rektor der Minoritenkirche in Köln eingeführt und am 19. September 2003 zum Monsignore („Kaplan seiner Heiligkeit“) ernannt.
Werner war neun Jahre Generalpräses des Internationalen Kolpingwerks. Am 9. Februar 2011 erklärte er mit einem Schreiben an die Mitglieder seinen Rücktritt zum 1. Mai 2011, um „danach als Priester des Erzbistums Köln eine andere verantwortungsvolle Aufgabe zu übernehmen.“ Seit 1. September 2012 war Axel Werner Pfarrer der Gemeinde Sankt Servatius in Siegburg, ab 2013 auch Kreisdechant im Rhein-Sieg-Kreis. Aus Gesundheitsgründen bat er im Mai 2015 um Entpflichtung von seinen Ämtern und wurde von Erzbischof Rainer Maria Woelki zum 15. August 2015 auf seinen Wunsch hin zur Übernahme seelsorglicher Aufgaben im Bistum Chulucanas in Perú freigestellt. Dort arbeitet er für das Diözesanradio „Emmanuel“ und ist Lehrbeauftragter für katholische Soziallehre im Laienapostolat, sowie Seelsorger für Basisgemeinden „Comunidades de Base“ der Diözese. Zusätzlich übernahm er die geistliche Leitung der dortigen Kolpingsfamilien und ist Seelsorger an der Kathedrale von Chulucanas. Er sammelte in Deutschland Spenden für die Behebung von Folgeschäden des Klimaphänomens „El Niño“, die in seiner Diözese auftraten. Seit 1. September 2018 ist Axel Werner Seelsorger der Katholischen deutschsprachigen Gemeinde Gran Canaria in Playa del Inglés.